# 1461 Trabzon
El 1461 Trabzon es un equipo de fútbol de Turquía que milita en la Liga Amateur de Trabzon, la sexta liga de fútbol en importancia en el país.

## Historia
Fue fundado en el año 1998 en la ciudad de Trebisonda con el nombre Değirmenderespor hasta que en el año 2008 lo cambiaron por el de Trabzon Karadenizspor tras ser adquirido por el Trabzonspor.
El club inició en la Liga Amateur de Trabzon hasta que consiguió el ascenso a la TFF Segunda División en el año 2008, mismo año en el que el Trabzonspor adquirió al club como su equipo filial y cambió su nombre, haciendo que sus jugadores del club de alto rendimiento formaran parte del nuevo club.
Luego el club cambió de nombre por el que usan actualmente y el nombre 1461 se debe a que ese fue el año en el que el Imperio de Trebisonda fue invadido y ocupado por el Imperio otomano.
En la temporada 2012-13 el club venció tanto al Galatasaray SK y al Fenerbahçe SK, dos de los equipos más populares de Turquía, en la Copa de Turquía de ese año, ambos partidos en calidad de visitante. En esa temporada el club terminó en tercer lugar de la TFF Primera División, con lo que en circunstancias normales ganaba el ascenso a la Superliga de Turquía, pero al ser el principal equipo filial de Trabzonspor, no fueron elegibles para ascender a la máxima categoría así como lo hacen en otras ligas como España, Francia, Alemania entre otras que cuenta con los equipos filiales.

## Entrenadores
- İhsan Derelioğlu (2008-2009)
- Ahmet Özen (2009-2010)
- Sadi Tekelioğlu (2010)
- İlyas Akçay (2010-2011)
- Zafer Hızarcı (2011)
- Mustafa Reşit Akçay (2011-2013)
- Kadir Özcan (2013)
- Ayhan Alemdaroglu (2013-2014)
- Cemil Canalioğlu (2013-2014)
- Ekrem Al (2014)
- Hamdi Zıvalıoğlu (2014-)